# ルキノ (女優)
ルキノ（1979年1月5日 - ）は、福岡県北九州市出身の女優。旧芸名は藤崎ルキノ（ふじさき ルキノ）。

## 来歴
15歳のときに地元で撮影された映画『スーパー・ハイスクール・ギャング』のオーディションに合格し、新聞部員役で女優デビュー。
福岡県立小倉高等学校卒業、立命館大学文学部心理学専攻中退。
1999年、20歳で上京し、インディーズ映画を中心に女優活動。2004年、大学時代の同級生であった山口洋輝監督作品『グシャノビンヅメ』の主演をきっかけに、その時の役名「藤崎ルキノ」をそのまま芸名として採用した（その後「ルキノ」に改名）。
2005年から2007年の間、女優業を一時休業し、秋葉原にあるメイドカフェ「@ほぉ〜むカフェ」に勤務。@ほぉ〜むcafe発信のメイドルユニット「完全メイド宣言」メンバーの「ユーリ」として活動し、2005年度流行語大賞に「萌え〜」でノミネートされ、授賞式に招かれた。芸能界を諦めるつもりで始めたメイドカフェ店員だったが、これがきっかけでむしろメディア露出が増えた。「完全メイド宣言」解散後は、知人の紹介で芸能事務所に所属。女優業に復帰し舞台を中心に活動。
2011年、初の写真集『トーキョールキノグラフ』を発売。
2012年5月、うしじまいい肉プロデュースで初のコスプレ写真集『るきののあぶない水着』を発売。以降、「エロコスプレ」で人気を博す。
2015年にはジャズ・ピアニスト西山瞳の、NHORHM名義でのアルバム・ジャケットで、後ろ姿でのヌードを披露した。
2016年、アトピー治療のため一年間の休業。同年に結婚（事実婚）の発表。
2018年、自身初のクラウドファンディングを敢行。「地獄DEマンボ☆」MVを制作した。「エロコスプレ」を引退。
2019年3月、「ルキノという女」個展を開催し、女優を引退。その後は夫とともに千葉県成田市の農村に移住し、半自給自足の生活を送っている。
2022年11月30日、引退。2024年11月、本名のくまのゆみ名義でブログを再開。12月3日にTwitterアカウントを削除した。

## 出演作品

### 映画
- 人コロシの穴（2003年、池田千尋監督）主演 - カンヌ映画祭シネフォンダション部門ノミネート。桐野ゆき名義。
- グシャノビンヅメ（2004年、山口洋輝監督）主演 - モントリオール・ファンタジア国際映画祭グランドブレーカーアワード銀賞受賞。
- 赤線（2004年、奥秀太郎監督）
- ココロ、オドル。（2004年、黒沢清監督）
- 赤猫（2004年、大工原正樹監督）
- 葬儀屋月子（2005年、山口洋輝監督、au EZチャンネル）
- カジノ（2007年、辻裕之監督）
- kingyo（2009年、エドモンド楊監督）主演 - ヴェネチア映画祭短編部門コンペティション参加。映文連アワード準グランプリ。
- シンダガイジン（2010年、コン・パフラック監督）主演
- エコエコアザラク －黒井ミサ ファースト・エピソード－（2011年、古賀新一監督）
- 別の顔（2013年、安藤ボン監督）主演 - ゆうばり国際ファンタスティック映画祭2014フォアキャスト部門入賞
- ポーラーサークル〜未知なる漫画家オムニバス〜（2013年、羽生生純監督）
- ハッピーネガティブマリッジ Part 1（2014年、横井健司監督、原作：甘詰留太）
- ハッピーネガティブマリッジ Part 2（2014年、横井健司監督、原作：甘詰留太）

### テレビドラマ
- どんど晴れ (2007年、NHK連続テレビ小説)
- 鉄道むすめ〜Girls be ambitious〜 銚子電鉄編(2009年）
- イロドリヒムラ 第8話 (2012年、TBS) - 里美 役

### CM
- ブルボン 「ブルボン ミルクココア繊維習慣」私の習慣篇（2007年- 2009年）
- リラクションスペース ラフィネ

### 舞台
- 天国より野蛮（朗読劇） （2004年1月、演出：売野雅勇、アレーナホール）
- 幕末義侠伝 〜CHUJI〜 （2008年2月、銀座博品館劇場）
- 中野ブロンディーズ （2008年3月、スペース・ゼロ / 2008年12月、新国立劇場）
- 柳生十兵衛（2008年6月、吉祥寺シアター）
- 飛行機雲（2008年9月、東京芸術劇場）
- 劇団鹿殺し『電車は血で走る』（2010年7月、東京芸術劇場）
- SHUFFLE（2010年8月、シアターサンモール）
- ザッパー熱風隊『Bark in the Bar〜バーで吠えろ〜』(2010年9月 - 10月)
- ザッパー熱風隊 熱風不敵舞台vol.4『トリリオンモンスター』（2011年1月、萬劇場）
- アリー・エンターテイメント『シコんでいこう！』（2011年3月、池袋シアターグリーン BOX in BOX THEATER）
- ザッパー熱風隊『Bark in the Bar〜バーで吠えろ2〜』(2011年5月、Copastic Cafe Dining＆Bar六本木)
- アリー・エンターテイメント『バラしていこう!?』（2011年6月、シアターグリーン BIG TREE THEATER）
- 財団、江本純子 vol.5「日本全国奇形鍋」 （2011年9月1日 - 4日、SPACE雑遊）
- 進戯団夢命クラシックス#11『Lullaby』（2011年11月9日 - 13日、SPACE107）
- ネルケプランニング『女の平和』（2011年12月3日 - 11日、俳優座劇場）
- 私設☆高円寺演劇協会『脳詐欺！〜手軽なお化けの作り方〜』（2012年8月28日 - 9月2日、RAINBOW cafe&grill）
- 劇団たいしゅう小説家 Present's THE☆JACABAL'S 『Ghost Recycle Project』（2013年1月23日 - 1月27日、萬劇場）
- IRONBANK コメディーショー『コトリミラクル』（2013年6月8日・9日・15日・16日、渋谷 FLAT）

### PV
- COVER「SPIRAL」 三木聡監督/篠田昇撮影（2003年）
- 聖飢魔II「EL. DORADO」（2009年）

### CDジャケット・モデル
- 『NHORHM』（2015年）- NHORHM（西山瞳）

### インターネット
- ハギとこ！ 第19回放送「モンハンフェスタ'11名古屋大会」大特集
- TGS_4GamerLive（2011年9月、Ustream）
- 藤崎ルキノのルキニーナイト (2013年11月 -、ニコジョッキー、 ニコニコ生放送)
- アダルトあ「グー◯ル真っ裸」

### ROM写真集
- るきののあぶない水着（2012年5月5日、うしじまいい肉プロデュース）
- 謎のルキノX（2012年8月、満茶プロデュース）
- ふんどしを締めるルキノ（2012年12月、うしじまいい肉プロデュース）
- ちっぱいルキノのじがどり（2013年3月。以降全て自己プロデュース）
- るきの日本昔ばなし（2013年8月）
- ルキノと夏休みの国（2013年8月）

### イメージビデオ
- ひとかた（2013年3月、アイドルファクトリー）

## 音楽
- 「忍者なの」（「伊賀の国忍者映画祭」公式テーマ）（2014年）
- 「地獄DEマンボ☆」（2018年）

## 書籍
- トーキョールキノグラフ（2011年3月7日、書肆侃侃房）ISBN 9784863850507

## ディスコグラフィ（「完全メイド宣言」名義）

### シングル
- 1st「メイディングストーリー」（2005年7月9日発売、BUNNY RECORD PBCG-10001）
- 2nd「新人メイドは胸胸きゅんきゅ〜ん」（2005年8月31日発売、PINK BUNNY RECORD PBCG-10002）
- 3rd「完全メイドのロックリスマス」（2005年11月30日発売、PINK BUNNY RECORD PBCG-10003）オリコンインディーズチャート2位
- 4th「バレンタイン〜愛込めハンドメイドチョコ〜」（2006年2月1日発売、PINK BUNNY RECORD PBCG-10004）
- 5th「メイドの新シンデレラストーリー」（2006年7月26日発売、PINK BUNNY RECORD PBCG-10006）

### アルバム
- 『完全ベスト宣言1』（2006年2月15日発売、PINK BUNNY RECORD PBCG-10005）

### DVD
- 『完全メイドのDVD宣言①』（2007年1月20日発売）